# Harlem Nights
Harlem Nights (br: Os Donos da Noite / pt: Os Reis da Noite) é um filme estadunidense de 1989, dos gêneros comédia e crime, dirigido por Eddie Murphy, que também estrelou o filme ao lado de Richard Pryor. O filme ainda contou com as atuações de Michael Lerner, Danny Aiello, Redd Foxx, Della Reese, Arsenio Hall e o irmão de Murphy, Charlie Murphy.
Murphy escreveu e dirigiu o filme (Murphy foi indicado para "Pior Diretor" no 10º Framboesa de Ouro, seu primeiro e único esforço de direção, o filme ganhou como Pior Roteiro) e foi seu produtor executivo. Ele sempre quis dirigir e estrelar um filme de época, bem como trabalhar com Pryor, a quem considerava sua maior influência no stand-up comedy. Harlem Nights foi uma falha crítica, mas um sucesso financeiro, arrecadando três vezes e meia o montante gasto em sua produção. O filme é famoso por ser estrelado por três gerações de comediantes negros americanos (Foxx, Pryor e Eddie Murphy).

## Sinopse
Na Nova York de 1918, Sugar Ray, o dono de um jogo de dados, é quase morto por um cliente irritado. No entanto, ele é salvo por um garoto de sete anos que atira contra o homem. Ao saber que os pais do garoto morreram, Sugar decide criá-lo como seu filho. O menino, Vernest Brown, recebe o apelido de Quick.
Vinte anos depois, Sugar e Quick - pai e filho - são proprietários do clube noturno mais popular do Harlem, com jogos de azar, dança e um bordel nos fundos comandado pela madame Vera. Ameaçados pelo gângster branco Calhoune, que quer controlar a região, a dupla acaba armando várias confusões para manter o negócio da família aberto.

## Elenco
- Eddie Murphy ... Vernest "Quick" Brown
- Richard Pryor ... Sugar Ray
- Redd Foxx ... Bennie Wilson
- Danny Aiello ... Phil Cantone
- Michael Lerner ... Bugsy Calhoune
- Della Reese ... Vera
- Berlinda Tolbert ... Annie
- Stan Shaw ... Jack Jenkins
- Jasmine Guy ... Dominique La Rue
- Vic Polizos ... Richie Vento
- Lela Rochon ... Sunshine
- David Marciano ... Tony
- Arsenio Hall ... Reggie
- Thomas Mikal Ford ... Tommy Smalls
- Miguel A. Núñez Jr. ... Homem de Nariz Quebrado
- Charlie Murphy ... Jimmy
- Robin Harris ... Romeo
- Ray Murphy ... Willie
- Michael Buffer ... Locutor da luta
- Reynaldo Rey ... Jogador
- Don Familton ... Árbitro
- Ji-Tu Cumbuka ... Daryl
- Desi Arnez Hines II ... Pequeno Quick

## Recepção da crítica
Harlem Nights teve recepção geralmente desfavorável por parte da crítica especializada. Em base de 14 avaliações profissionais, alcançou uma pontuação de 16% no Metacritic. Por votos dos usuários do site, atinge uma nota de 7.7, usada para avaliar a recepção do público.